# Zügelastrild
Der Zügelastrild (Estrilda rhodopyga) ist eine afrikanische Art aus der Familie der Prachtfinken. Es werden zwei Unterarten für diese Art unterschieden. Der Zügelastrild bildet gemeinsam mit dem Grauastrild möglicherweise eine Allospezies. Da die Haltung als verhältnismäßig einfach gilt, wird diese Art in Europa häufiger als Ziervogel gehalten.
Die IUCN stuft den Zügelastrild als nicht gefährdet (least concern) ein.

## Beschreibung
Der Zügelastrild erreicht eine Körperlänge von elf Zentimetern und zählt damit zu den mittelgroßen Prachtfinkenarten. Es besteht kein ausgeprägter Sexualdimorphismus. Das Männchen hat etwas markantere Farben, vor allem einen dunkleren Augenzügel und eine stärker aufgehellte Kehle.
Das Gefieder ist überwiegend hellbräunlich. Der Rücken ist fein quergebändert. Die Kehle ist aufgehellt. Zügel und Augenstreif sind leuchtend rot. Die Oberschwanzdecken sind lebhaft rot. Die großen Flügeldeckfedern sowie die inneren Armschwingen sind rot gesäumt. Ansonsten unterscheiden sich die beiden Geschlechter kaum.
Die Jungvögel sind matter und ihnen fehlen die Querstreifen auf dem Rücken.
Verwechslungsmöglichkeiten bestehen mit dem Wellenastrild, der ebenfalls ein quergestreiftes Gefieder aufweist. Der Zügelastrild hat jedoch einen roten Bürzel und rot gesäumte Steuerfedern. Die Körperunterseite ist ockerfarben und der Schnabel ist immer schwarz.

## Verbreitungsgebiet und Lebensraum
Das Verbreitungsgebiet des Zügelastrilds ist Ostafrika. Er kommt vom Landesinneren des Sudan und von Eritrea südwärts durch die trockeneren Graslandschaften im Sudan, Äthiopien, dem westlichen Somalia, Kenia, Uganda, Ruanda, Burundi, Tansania bis zum Norden Malawis und dem Ostufer des Malawi-Sees vor. Der Lebensraum ist die Trockensteppe und Zügelastrilde besiedeln auch Hochland, das entsprechende Lebensbedingungen bietet. Die Höhenverbreitung kann bis zu 1500 Meter betragen. In Nordostafrika erreichen sie Höhenlagen bis zu 1200 Meter und sind hier auch mit dem nah verwandten Grauastrild gemeinsam zu beobachten.
Der Zügelastrild ist in weiten Teilen seines Verbreitungsgebietes nur sporadisch vertreten, kommt aber stellenweise häufig vor.

## Lebensweise
Während der Brutzeit lebt der Zügelastrild paarweise, außerhalb der Brutzeit ist er in kleinen Gruppen von bis zu fünfundzwanzig Individuen zu beobachten. Er ist gelegentlich mit Wellenastrilden und Elsterchen vergesellschaftet. Die Nahrung sind kleine Sämereien. Eine besondere Rolle spielen Grassamen, die die Zügelastrilde aus den Fruchtständen klauben. Daneben werden auch Insekten gefressen.
Die Brutzeit des Zügelastrilds variiert in Abhängigkeit vom Verbreitungsgebiet, fällt im Allgemeinen aber in die zweite Hälfte der Regenzeit. Er ist ein monogamer Einzelbrüter.
Der Zügelastrild zählt zu den wenigen Prachtfinkenarten, die ihr Nest auch in Grasbüscheln oder direkt auf dem Boden errichten. Der üblichere Niststandort ist jedoch niedriges Gebüsch. Das Gelege besteht aus vier bis fünf weißen Eiern. Die Dominikanerwitwe ist ein Brutparasit des Zügelastrilds, so dass Gelege gelegentlich auch Eier von dieser Art enthalten.

## Haltung
Zu den Ersthaltern des Zügelastrild zählt Ferdinand von Bulgarien, der von 1877 bis 1879 ein Individuum dieser Art pflegte. Zwischen den beiden Weltkriegen wurden Zügelastrilde relativ regelmäßig im Handel angeboten. Mittlerweile werden sie seltener als die lebhafteren Wellen- und Grauastrilde gehalten, denen sie im Verhalten sehr gleichen. Zügelastrilde benötigen für ihr Wohlbefinden eine Voliere, die vor allem im unteren Drittel Strauchwerk und Grasbulten aufweist.

### Einzelbelege
1. ↑   Nicolai et al., S. 240
2. ↑   Clement et al., S. 372
3. ↑   Fry et al., S. 297
4. ↑   Nicolai et al., S. 241 und S. 242